# Best Sex I've Ever Had
«Best Sex I've Ever Had» («El mejor sexo que he tenido») es un titular que apareció en la portada del New York Post el 16 de febrero de 1990. El titular es supuestamente una cita de Marla Maples, quien se convertiría en la segunda esposa del empresario Donald Trump. La cita se refiere a la supuesta destreza de Trump en las relaciones sexuales. Trump estaba casado con Ivana Trump en el momento del titular; el divorcio de la pareja se finalizó en 1991. El titular apareció durante un frenesí de los medios de comunicación con respecto al matrimonio de los Trump y la aventura de Donald Trump con Maples.

## Antecedentes
En el momento de la publicación del titular en 1990, el empresario y desarrollador de propiedades estadounidense Donald Trump había estado casado con la modelo checa Ivana Zelníčková desde 1977. En diciembre de 1989, durante una fiesta familiar de esquí en Aspen, Colorado, Ivana y Marla Maples se encontraron por primera vez. Donald Trump había arreglado en secreto que Maples, su amante, estara presente en Aspen en el momento de las vacaciones de su familia. Un artículo del 11 de febrero de 1990 de Liz Smith en el New York Daily News había informado que la pareja ya no estaba junta. En su biografía de Trump de 2017, Trump Revealed, Michael Kranish y Marc Fisher detallaban la cobertura de los medios de comunicación del desglose del matrimonio de la pareja, escribiendo que en febrero de 1990, a pesar de otras noticias que tuvieron lugar al mismo tiempo, como la liberación de Nelson Mandela de prisión y la quiebra de los banqueros Drexel Burnham Lambert, el matrimonio de Trump «dominaba las portadas de los tabloides [de la ciudad de Nueva York] por semanas».

## Historia de portada
El New York Daily News y el New York Post eran rivales entre sí por historias sobre el matrimonio de la pareja en el momento del titular. Jill Brooke, la columnista de televisión y radio para el Post en el momento de la historia, recordó en un artículo de 2018 para The Hollywood Reporter que Trump había llamado por teléfono al editor de la publicación, Jerry Nachman, en rabia como resultado de un artículo en New York Daily News de Liz Smith que percibió que simpatizaba con Ivana. En referencia a su esposa y Smith, Trump gritó «aquellas jodidas perras ... quiero una historia de primera página». La conversación fue escuchada en altavoz por Brooke. Nachman informó a Trump que «Donald, simplemente no exiges una historia de primera página. Tiene que haber una historia.» a lo que Trump respondió que «por todos los periódicos que he vendido por ti, deberías darme una». Después de que Trump le preguntó a Nachman cómo podía obtener una historia de primera página, Nachman le dijo que «el asesinato, el dinero o el sexo» generalmente serían suficiente como asuntos temáticos. Trump luego le dijo: «Marla dice que el sexo conmigo es el mejor sexo que alguna vez ha tenido». Nachman informó a Trump que necesitaba una corroboración para tal afirmación, momento en el que Trump gritó «Marla ... ¿no dijiste que el mejor sexo que has tenido fue conmigo?». Brooke recordó que se podía escuchar una «voz débil» respondiendo «Sí, Donald» a la pregunta de Trump, y las revelaciones posteriores de que Trump adoptó seudónimos en conversaciones con periodistas llevaron a Brooke a dudar de que la voz que escuchó en respuesta era en realidad la de Maples o la del propio Trump. Antes de la publicación del artículo de Brooke de 2018, Hoffmann había informado que la historia se había derivado de su entrevista con dos de los amigos de Maples de una clase de actuación que había estado tomando, y que los amigos le habían dicho a Hoffmann que Maples habían confiado en ellos la relación entre ella y Trump, y les dijo que Trump era «el mejor sexo que he tenido».
Brooke sintió que la importancia de la historia se derivaba de su novedad, ya que los hombres prominentes «no discutían sus vidas sexuales en el registro» en el momento del titular, ya que era un tiempo «... antes de Facebook. Esto fue antes de los reality shows. Esto fue cuando la privacidad importaba y compartir detalles de más se consideraba grosero». La historia fue aprobada por Lou Colesuonno, el editor gerente de la publicación, quien creía que er apoco probable que la historia fuera el objetivo de una demanda por difamación de Trump ya que «Donald nunca se quejará de esto».
En febrero de 1990, el Daily News publicó historias relacionadas con Trump por doce días sucesivos; mientras que el Post publicó historias por ocho días en sucesión. Las historias de Trump fueron descritas por Kranish y Fisher como habiendo «alcanzado su apogeo» cuando «Best Sex I've Ever Had» («El mejor sexo que he tenido») se imprimió en la portada de la edición del 16 de febrero de la publicación. El New York Post publicó 35 pulgadas de columna sobre los problemas conyugales de los Trumps ese día, con The New York Times publicando 49 pulgadas, incluido el análisis legal detallado de su división marital.
La historia que acompañó al titular fue escrita por el reportero del New York Post Bill Hoffmann. Una fotografía de Trump sonriendo acompañó el titular. El texto que acompaña al titular declarado «Siempre sabíamos que Donald Trump fue un tigre en la sala de juntas corporativa, pero ahora sabemos que es un gato salvaje en el dormitorio».

## Impacto
Trump se encontró con el escritor de la revista New York John Taylor el día de la publicación de la historia; Taylor recordó que Trump estaba relajado y quedó impresionado por el nivel de cobertura en los medios de comunicación que la ruptura de su matrimonio estaba recibiendo. Trump le dijo a Taylor que «nunca había visto nada como eso en mi vida. Un día fueron ocho páginas en los tabloides. Incluso The New York Times lo está haciendo ... Uno de los periódicos tenía doce reporteros en ello». Taylor sintió que Trump había entendido que «no había tal cosa como mala publicidad» y Trump era «capaz de girar [la historia] como si fuera este macho irresistible que estaba siendo perseguido por estas bellezas rubias en toda la ciudad». New York informó que Hoffmann había recibido solicitudes de entrevista de ABC, CBS, NBC, FOX y CNN después de su primicia.
Maples apareció posteriormente en el episodio «Marriage Most Foul» de la comedia Designing Women como ella misma en 1991. Los personajes de la serie le preguntaron a Maples sobre la veracidad de la cita en el titular, Maples dijo que no era falsa y que nunca había dicho eso.
Hilary Weaver, escribiendo para Vanity Fair en 2018, describió la cita como la «más famosa de Maples, y tal vez la cima de su prominencia en la cultura pop». Kranish y Fisher describieron el titular como un «clásico de tabloide». Barbara Res, una ejecutiva de The Trump Organization, recordó que Trump le mostró con orgullo una copia de la publicación el día de su publicación, y que estaba en «Un gran estado de ánimo ... una gran sonrisa enlucida en su rostro». Res y otros ejecutivos de la compañía pensaron que el titular era «terrible», ella personalmente le preocupaba el efecto del titular en los hijos de Trump, recordando que Trump tenía «un niño de seis años en casa. Tiene un niño de doce años que puede leer los periódicos ... Nosotros pensamos que era terrible. Él pensó que era lo mejor». La hija de Donald y Ivana Trump, Ivanka, recordó en su libro de 2009, The Trump Card, que «un reportero idiota» le preguntó si «las afirmaciones de Marla Maples eran verdaderas». Ivanka tenía 9 años en el momento del titular y sintió que la vida de su familia era «juego justo, en exhibición completa ... era tan loco, tan ofensivo, tan molesto, y no había decisión».

## Legado
El titular obtuvo una prominencia renovada a raíz de las elección de Trump a la presidencia de los Estados Unidos en 2016. En 2018, Maples negó que había dicho la cita, diciéndole a los reporteros de la columna de chismes Page Six del Post, «Nunca dije eso, alguien más dijo eso ... [Pero] ¿Es cierto? No voy a hablar de eso. La verdad saldrá, simplemente no aquí», Maples dijo mientras guiñó un ojo a los reporteros después de negar que había dado la cita.
Trump se casó con Maples en 1993; la pareja se divorció en 1999.